# Saison 2014-2015 des Chamois niortais
Maillots
Chronologie
Saison précédente Saison suivante
La saison 2014-2015 du Chamois niortais football club est la vingt-septième de l'histoire du club à l'échelle professionnelle et la troisième consécutive en Ligue 2 depuis son retour en 2012. 
L'avant-saison est marquée par le départ de l'entraîneur Pascal Gastien, grand acteur dans la remontée du club, présent depuis 2009. Pendant cinq ans sous ses ordres, Niort connaît deux montées. Régis Brouard le remplace et effectue sa première saison à la tête de cette équipe. Avec ce changement, les chamois désirent se porter vers l'avenir et visent plus haut que la cinquième place de la saison précédente.
Après un début de saison assez moyen, les Niortais connaissent trois mois difficiles marqués par de nombreux matchs nuls et des soucis d'efficacité offensive, les faisant plonger dans la zone de relégation à la fin du mois de janvier. L'objectif devient alors d'éviter la relégation et de remonter vers le milieu de tableau. La deuxième partie de saison voit les hommes de Régis Brouard faire preuve de solidité face aux favoris du championnat, notamment par une victoire face à Troyes, premier du championnat. Ils remontent au classement et vise la première partie du classement mais échouent aux portes de celle-ci, à la onzième place.
Dans les autres compétitions, Niort passe deux tours en Coupe de France, face à des équipes amateurs, avant de s'incliner contre Concarneau, pensionnaire de CFA. En Coupe de la Ligue, les Niortais se font sortir dès leur entrée en lice par Arles-Avignon.

## Avant saison

### Mouvements de l'inter-saison
Le Chamois niortais football club termine à la cinquième place du Championnat de France de Ligue 2 2013-2014. Une semaine avant sa clôture, le club bénéficie d'un nouveau logo, mettant plus en avant le symbole du chamois,. Ce changement est vu comme une nouvelle étape dans la progression de l'équipe par l'équipe dirigeante. Cela est également désigné comme une transformation radicale par certains observateurs.

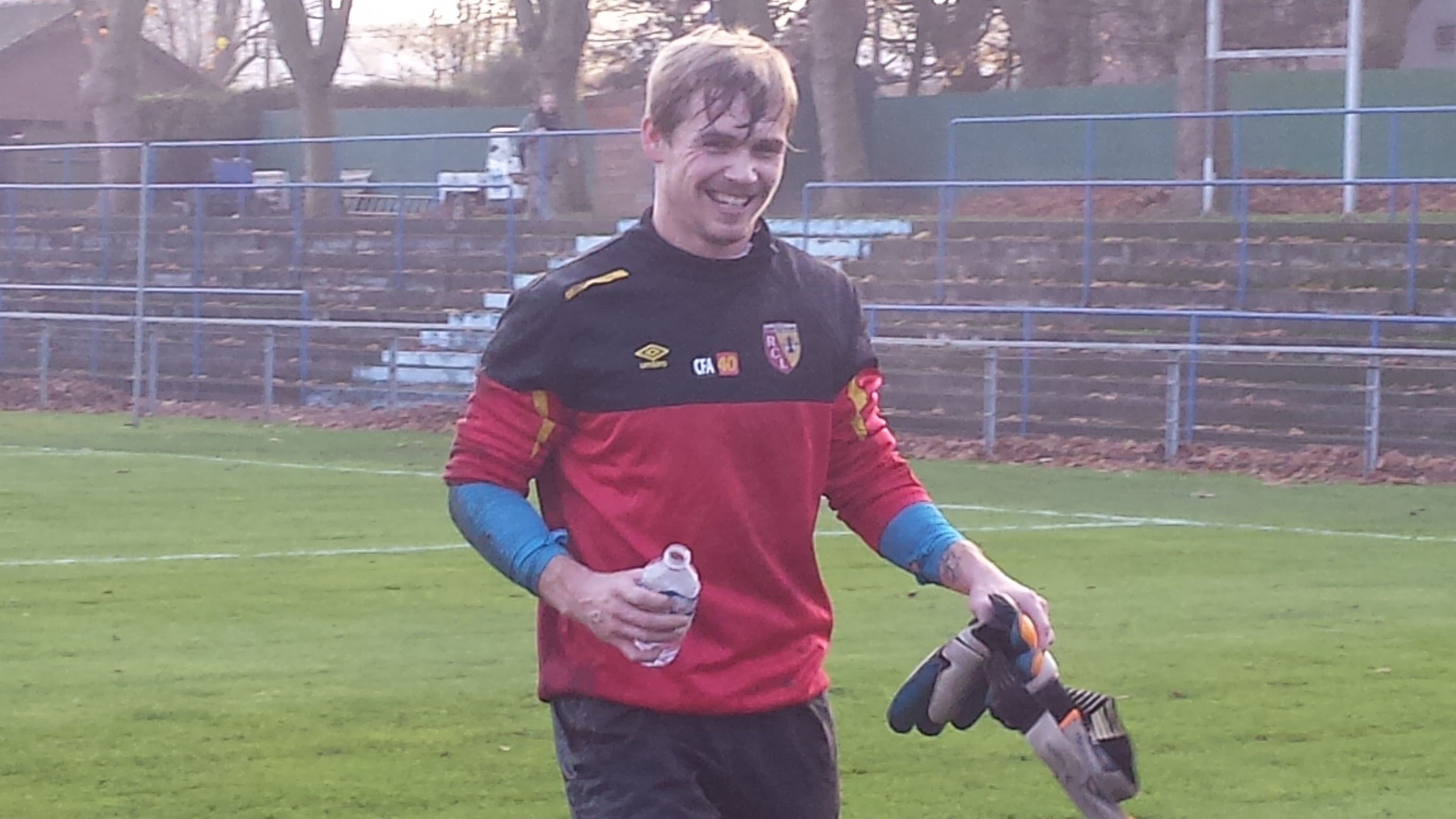
Jérémy Vachoux est mis à l'essai par Niort à la fin de la saison 2013-2014.

Les Niortais n'attendent pas la fin de la saison pour commencer à organiser leur équipe au vu de la saison prochaine. Le 12 mai 2014, Jérémy Vachoux, en fin de contrat avec la réserve professionnelle de l'AS Saint-Étienne, et Ali Mohamed, un jeune international nigérien, sont mis à l'essai jusqu'au 16 mai,,. Deux jours plus tard, plusieurs joueurs de l'effectif sont fixés sur leur avenir. Le capitaine Mouhamadou Diaw prolonge d'une saison et s'engage pour une cinquième année avec Niort,. Cet accord met fin à plusieurs jours de négociations ; la prolongation du meneur de jeu niortais était une priorité. Par contre, les contrats de Jean-Charles Behlow, David Fleurival et Johan Letzelter ne sont pas prolongés. Les prêts de Youssef Essaiydy, Kévin Mayi et d'Emiliano Sala arrivent à terme et les joueurs repartent dans leurs clubs respectifs. Cependant, Niort récupère quatre hommes prêtés lors du dernier exercice, à savoir Frédéric Bong, Simon Hébras (dont Niort désire se séparer), Jimmy Juan et Louckmane Ouédraogo.
Au terme d'une réunion, le 19 mai 2014, avec Joël Coué et Karim Fradin, le manager général, Pascal Gastien apprend qu'il n'est pas conservé au poste d'entraîneur. Le club « lui adresse ses plus sincères remerciements pour l’énorme travail accompli », le considérant comme « l'un des artisans de la reconstruction du Chamois niortais FC sur le plan sportif ». Cette décision résulte de discussions avec les actionnaires qui « remontent à la fin de l'hiver » qui ont décidé, à l'unanimité, de ne pas prolonger Gastien. Le journaliste Philippe Jounier, dans les colonnes de La Nouvelle République du Centre-Ouest, écrit que l'entraîneur voulait poursuivre l'aventure avec les Chamois. Cependant, Jounier suggère que les raisons principales sont le « manque de fluidité » entre Gastien et Karim Fradin, chargé du recrutement, ainsi que des désaccords entre les deux parties sur certains choix. Trois candidatures d'entraîneurs ont été retenues et Régis Brouard fait figure de favori,.

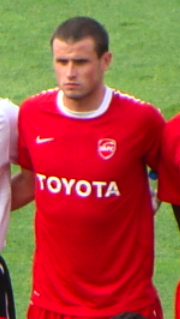
Nicolas Pallois, ici en 2010, est le principal départ de l'inter-saison pour Niort.

Le 21 mai 2014, Brouard est officiellement présenté à la presse comme le nouvel entraîneur des Chamois après avoir signé un contrat de deux ans,. L'objectif de la saison, selon lui, est de continuer dans le sillage de la cinquième place de la dernière saison et viser plus haut. L'ancien entraîneur de Clermont a eu l'occasion d'évoluer sous le maillot niortais de 1994 à 1996. Son amitié avec Karim Fradin est vue comme un facteur important de son arrivée. Ce dernier le définit comme « l'homme de la situation ». 
Le lendemain de cette nomination, l'attaquant Mayingila Nzuzi Mata signe son premier contrat professionnel après avoir inscrit vingt buts avec la réserve la saison passée. Après une saison marqué par les blessures, Jérôme Lafourcade est annoncé partant par le club, le 23 mai 2014, son contrat n'est pas renouvelé,,. Néanmoins, Éric Chelle et Luigi Glombard reçoivent une prolongation de contrat et entrent en négociations avec l'équipe de Ligue 2,. Les discussions n'aboutissent pas pour ces deux joueurs, le départ de Glombard est officialisé le 28 mai 2014 et celui de Chelle le 12 juin 2014,. La première recrue de l'inter-saison est Ande Dona Ndoh, meilleur buteur et joueur du dernier championnat de National. Libre de tout contrat, il s'engage pour une durée de trois saisons. Régis Brouard est le principal responsable de cette venue, ayant longuement discuté avec l'ancien joueur de Luzenac par téléphone. Après plusieurs jours de discussions, le départ de Nicolas Pallois pour Bordeaux est annoncé le 17 juin 2014,. Encore sous contrat pour une durée de trois saisons, le montant du transfert tourne « autour de 500 000 » euros. Le défenseur central apparaît dans l'équipe type de la saison 2013-2014 en Ligue 2 pour le magazine France Football et le quotidien L'Équipe et est désigné comme le meilleur joueur à son poste du deuxième échelon professionnel français par plusieurs journalistes. Il assure quitter Niort « en bons termes » et qu'il a passé « deux très belles années » au sein des Chamois.
Le groupe professionnel reprend l'entraînement le 23 juin 2014. Yoann Barbet, évoluant avec la réserve bordelaise, est mis à l'essai le jour même pour une durée de deux semaines. Nicolas Pallois est d'ailleurs présent, aux abords du terrain, pour saluer ses anciens coéquipiers. À la recherche de nouveaux joueurs pour sa défense, les Chamois niortais recrutent Matthieu Sans, le 27 juin 2014. Libre de tout contrat, il signe pour deux saisons dans les Deux-Sèvres. Il définit Niort comme « un club de valeur » et promet de « faire le maximum pour montrer [ses] qualités [et] faire la meilleure saison possible, individuellement et collectivement ». Le 30 juin 2014, les Niortais mettent à l'essai l'attaquant Seydou Koné pour une semaine. Celui-ci se déclare « intéressé par le projet des Chamois ». Annoncé à l'essai par le club, sans avoir été aperçu pendant une semaine au sein du groupe, Lamine Fall, arrivé en provenance de Caen, signe un contrat d'une année le 5 juillet 2014.

### Matchs amicaux
Les Chamois commencent leur campagne de matchs amicaux, le 5 juillet 2014, au stade du Pinier de Melle face à Créteil. Les cristoliens concluent une semaine de stage aux Sables-d'Olonne. Dans un match marqué par de nombreux déchets, les joueurs de Régis Brouard l'emportent par 1-0 grâce à une reprise de Louckmane Ouadreogo sur une longue passe de Florian Martin en toute fin de match,. Du 6 juillet 2014 au 11 juillet 2014, l'équipe professionnelle effectue un stage à l'Institut du football régional de Châteauroux. Entre-temps, les Chamois signe le gardien international béninois Saturnin Allagbé pour une durée de trois ans. Ce stage se termine par un deuxième match amical contre le Tours, le 12 juillet 2014, qui se solde par une victoire 1-0 après un but de Mayingila Nzuzi Mata reprenant un corner de Simon Hébras. Tristan Lahaye se fracture le nez lors de ce match et doit quitter ses coéquipiers après avoir joué seulement dix minutes. Le même jour, Seydou Koné signe un contrat professionnel d'une saison. 
Quatre jours plus tard, le Chamois niortais FC affronte Chamby, promu en National, sous une « chaleur étouffante »,. Régis Brouard fait surtout jouer les jeunes de son équipe  et ils battent « facilement » leur adversaire du jour par 2-0. Les buts sont inscrits par Ouedraogo et Hébras,. Les performances de Yoann Barbet satisfont le staff technique et il signe son premier contrat professionnel, le liant au club pour deux ans,. Après le troisième match amical, le tacticien niortais commence à travailler les détails à l'entraînement, notamment les coups de pied arrêtés. Il désire que son équipe « se rapproche du mode compétition dans l'engagement, l'agressivité ». De plus, pour le quatrième match de préparation, face à Guingamp, Brouard annonce que l'équipe alignée ressemblera à celle de la première journée de championnat face à Laval. Il prévoit également de tester plusieurs schémas tactiques lors de match, comme le 4-4-2, le 4-2-3-1 ou encore le 4-3-3. Pour Denis Jaumeau, du Courrier de l'Ouest, c'est le « premier véritable test » pour les Chamois face à cette équipe de Ligue 1. Le 19 juillet 2014, Niort parvient à surprendre les bretons à deux reprises, grâce à une frappe à ras-de-terre de Florian Martin et à un but contre son camp de Mustapha Elhadji Diallo, pour une victoire 2-0 à Saint-Brieuc,.
C'est une équipe assez jeune qui affronte Fontenay-le-Comte, pensionnaire de CFA, le 23 juillet 2014. Face à cette équipe qui dispute son premier match amical de l'inter-saison, les Niortais s'imposent, une nouvelle fois, sur le score 2-0 grâce à des buts de Ndoh et Ouedraogo. Niort comptabilise cinq victoires sur ces cinq matchs amicaux et aucun but encaissé. Les Deux-Sévriens concluent leur préparation face à Angers le 25 juillet 2014 à Nueil-les-Aubiers. Malgré de nombreuses occasions, ils s'inclinent par 1-0 sur un but d'Ismaël Keita et concèdent leur seule défaite de l'inter-saison,. Brouard est plutôt satisfait de ce match car c'est la première fois que Niort est mis en difficultés et pense que l'équipe alignée lors de ce dernier match sera celle pour l'ouverture de la saison.

### Transferts
| Joueur               | Poste     | Club précédent | Contrat              |
| Chafik Tigroudja     | Milieu    | Le Pontet      | 2 ans                |
| Adama Ba             | Milieu    | SC Bastia      | Prêt d'un an         |
| Yoann Barbet         | Défenseur | Bordeaux       | 2 ans                |
| Seydou Koné          | Attaquant | Istres         | 1 an (+ 1 an option) |
| Lamine Fall          | Défenseur | Caen           | 1 an                 |
| Saturnin Allagbé     | Gardien   | Cotonou        | 3 ans                |
| Matthieu Sans        | Défenseur | SC Bastia      | 2 ans                |
| Mayingila Nzuzi Mata | Attaquant | Formé au club  | Contrat pro          |
| Ande Dona Ndoh       | Attaquant | Luzenac        | 3 ans                |
| Simon Hébras         | Attaquant | Luzenac        | Retour de prêt       |
| Louckmane Ouédraogo  | Attaquant | Boulogne       | Retour de prêt       |

| Joueur              | Poste     | Club             | Modalités                   |
| Louckmane Ouédraogo | Attaquant |                  | rupture à l'amiable         |
| Nicolas Pallois     | Défenseur | Bordeaux         | Transfert (500 000 €)       |
| Mohamed Chikhi      | Attaquant | Rabat            | Transfert (montant inconnu) |
| Emiliano Sala       | Attaquant | Bordeaux         | Fin de prêt                 |
| Youssef Essaiydy    | Attaquant | Berkane          | Fin de prêt                 |
| Kévin Mayi          | Défenseur | Saint-Étienne    | Fin de prêt                 |
| Jean-Charles Behlow | Défenseur |                  | Fin de contrat stagiaire    |
| Jérôme Lafourcade   | Attaquant |                  | Fin de contrat              |
| Jimmy Juan          | Milieu    | Fréjus           | Fin de contrat              |
| Johan Letzelter     | Défenseur |                  | Fin de contrat              |
| David Fleurival     | Milieu    |                  | Fin de contrat              |
| Luigi Glombard      | Attaquant | Orléans          | Fin de contrat              |
| Éric Chelle         | Défenseur |                  | Fin de contrat              |
| Simon Hébras        | Attaquant | Le Poiré sur Vie | Montant ?                   |
| Greg Houla          | Milieu    | Ergotelis        | Montant ?                   |

## Déroulement de la saison

### Début de saison difficile
La saison démarre officiellement pour les Chamois le 1er août 2014 face à Laval. Régis Brouard intègre dans son groupe Matthieu Sans et Seydou Koné pour qu'ils puissent disputer leur premier match sous les couleurs niortaise. Par contre, il doit se passer d'Ande Dona Ndoh, victime d'une pubalgie, de Kévin Rocheteau, en phase de reprise, et de Saturnin Allagbé, appelé en équipe nationale béninoise,. Du côté des lavallois, ils ont subi onze départs durant la trêve estivale. De plus, leur buteur Christian Bekamenga, proche d'un accord pour être transféré, n'est pas retenu par Denis Zanko. À la 54e minute de jeu, Jimmy Roye parvient à centrer pour Seydou Koné, qui remporte son duel aérien face à Djibril Konaté, et parvient à ouvrir le score pour Niort,. Alors que Niort domine les débats, les Tango surprennent leurs adversaires avec un contre. Alla fait une passe à César Lolohea qui s'avance, élimine Frédéric Bong et bat Delecroix, à la 65e minute, d'une frappe à l'entrée de la surface de réparation,. La rencontre se termine sur un match nul 1-1. Pour son premier match officiel à la tête des Chamois, Régis Brouard affirme qu'il est satisfait par le jeu proposé par son équipe mais il se dit frustré par le manque de maîtrise et de réalisme de son groupe, pensant que « quelques joueurs ne sont pas encore à leur vrai niveau » et qu'il « [attend] autre chose de la part de certains ». 
Handicapé par une douleur à la cuisse, Tristan Lahaye est remplacé pendant le match par Kévin Malcuit,. Alors qu'il doit reprendre l'entraînement le 5 août 2014, il n'est finalement pas présent et est incertain pour le prochain match. Le 5 août 2014, Adama Ba est prêté par Bastia au Chamois niortais pour toute la saison,.
Pour la deuxième journée de championnat, Niort dispute son premier match de la saison au Stade René-Gaillard face à Brest. L'infirmerie du club compte quatre joueurs à savoir Dona Ndoh, Lamine Fall, Tristan Lahaye et Kévin Rocheteau. Cette rencontre est arbitrée par Stéphanie Frappart qui devient la première femme à arbitrer un match de football professionnel. Le match s'achève sur un score nul et vierge,. Brouard reproche à ses joueurs de ne pas avoir été assez méchant devant la cage brestoise. Toutefois, il félicite Frédéric Bong et Matthieu Sans pour leur performance défensive. L'entraîneur ne fait aucun changement lors de ce match, n'utilisant que treize joueurs en deux matchs.
Le lendemain de ce nouveau match nul, les Chamois annoncent le prêt de leur attaquant Pape Sané à Bourg-Péronnas, évoluant en National. 
Le 12 août 2014, les Niortais commencent leur parcours en Coupe de la Ligue chez Arles-Avignon,. Ndoh est toujours absent mais reprend l'entraînement collectif après sa pubalgie. Ouedraogo, que le club désire prêter, est victime d'une entorse aux cervicales. De leur côté, Fall, Lahaye et Rocheteau sont également en phase de reprise et indisponibles. Selon Brouard, « les joueurs sont dans l'attente d'un premier succès » et il confirme que l'objectif reste la qualification. Les acéistes dominent le début de rencontre et Quentin Ngakoutou dribble Rodolphe Roche et ouvre le score pour l'ACA à la 19e minute. Les Chamois parviennent à égaliser cinq minutes après ; Seydou Koné reprend d'une tête décroisée, au premier poteau, un corner de Florian Martin et recolle les deux équipes à 1-1,. L'attaquant sudiste parvient, au terme d'un contre orchestré avec Téji Savanier, à tromper Roche d'une frappe croisé,. Régis Brouard décide de jouer offensif et Koné part dans le dos de la défense, élimine le gardien Naby-Moussa Yattara et envoie le cuir au fond des filets à la 70e minute,. Finalement, Quentin Ngakoutou profite d'une erreur de Matthieu Sans pour partir en contre et inscrit son troisième but du match,. Arles-Avignon l'emporte 3-2 et élimine Niort dès le premier tour de la Coupe de la Ligue. C'est la deuxième fois consécutive que les Niortais sont sortis dès leur entrée en lice dans cette compétition. Au coup de sifflet final, l'entraîneur niortais se montre très remonté contre son équipe, le journaliste Philippe Jounier parlant de « colère froide ». Pour son premier match, Adama Ba constate un manque de solidité défensive et d'agressivité tandis que Kévin Malcuit pense que toute l'équipe n'était pas au niveau et définit la victoire au Havre comme « indispensable ».

### Première victoire et stabilisation en milieu de tableau
Pour cette quatrième journée, Tristan Lahaye revient dans le groupe sélectionné par Brouard. Quant à Ande Dona Ndoh, il y figure pour la première fois de la saison. Si Niort se traîne à la 13e place du championnat, Le Havre est 17e avec seulement un petit point. Les deux équipes ont l'ordre de gagner pour pouvoir lancer leur saison et décrocher leur première victoire,. Le jour du match, le 15 août 2014, les Chamois annoncent la signature de Chafik Tigroudja, jouant depuis trois saisons au Pontet, pour une durée de deux saisons,.
Dès la 2e minute de jeu, un coup franc de Florian Martin trouve la tête de Seydou Koné qui lobe le gardien havrais Abdoulaye Diallo. Niort mène 1-0. Frédéric Bong sort sur blessure à dix minutes du terme et laisse sa place à Lahaye. Malgré une domination havraise, Niort parvient à s'imposer par la plus petite des marges et à décrocher son premier succès de la saison. Grâce à cette victoire, l'équipe de Régis Brouard grimpe au septième rang. L'entraîneur des Chamois définit cette victoire comme « un gros soulagement » et félicite Mouhamadou Diaw pour avoir tenu son rang de capitaine et s'être battu « aux quatre coins du terrain ». Cependant, il reconnaît des lacunes au sein de son équipe et que « le jeu que nous avons développé n'était pas à la hauteur de ce que nous avions produit lors des oppositions précédentes en championnat ». Il salue toutefois la défense, notamment Paul Delecroix, ainsi que les débuts d'Ndoh en Ligue 2.
Bong souffre d'un problème tendineux au niveau de la cuisse droite et risque d'être indisponible jusqu'à la trêve. Il est remplacé par Yoann Barbet dans le groupe. Cela est considéré comme un coup dur pour l'équipe,. 
Les Niortais se déplacent, le 22 août 2014, sur le terrain de Créteil. Avec quatre points et six buts marqués, les cristoliens sont neuvième du classement et la deuxième meilleure attaque de ce début de saison. Réduit à dix,, l'équipe de Philippe Hinschberger parvient à ouvrir le score juste avant la mi-temps. Une frappe contrée de Bagaliy Dabo s'écrase sur la barre transversale mais Piquionne suit la trajectoire et place sa tête,. Les deux équipes ont du mal à se créer des occasions et les rares tirs niortais n'inquiètent pas la cage cristolienne. Cependant, dans les dernières minutes du match, Cheikh Ndoye commet une main dans la surface de réparation. L'arbitre désigne le point de pénalty,. Jimmy Roye s'avance et trompe Merville, offrant le match nul à ses coéquipiers,. Brouard est satisfait de ce point pris, récompensant une bonne première période de son équipe. Mais il souligne que ses joueurs n'ont pas su concrétiser plusieurs actions.
Le 29 août 2014, l'entraîneur niortais affronte son ancienne équipe de Clermont, dirigée par Corinne Diacre, première femme de l'histoire à entraîner une équipe de football professionnel. Les clermontais occupent la dix-neuvième place du championnat et sont une des meilleures attaques du championnat ainsi que la pire défense. Brouard est obligé de se passer de Kévin Malcuit, victime d'une élongation à un ischio-jambier. Cette confrontation accouche d'un match nul 0-0 avec de nombreuses occasions pour Niort, butant notamment sur Franck L'Hostis, et une équipe clermontoise évoluant surtout en contre. Ce nouveau partage des points irrite Régis Brouard qui qualifie de « frustant ce problème d'efficacité ».
Avec sept points en cinq matchs et une élimination d'office en Coupe de la Ligue, le Chamois niortais FC affiche les mêmes scores, à ce stade, que la saison passée. Mouhamadou Diaw pense que l'équipe est « encore en phase de construction [et] beaucoup de joueurs ont encore une marge de progression ».

### Un mois de septembre mitigé
Le groupe professionnel observe une période de trêve de deux semaines du fait de matchs internationaux. La trêve n'est pas considérée comme un problème par le préparateur physique Fabrice Fontaine et permet de rééquilibrer l'effectif. Pour la reprise, le 12 septembre 2014, ils se déplacent à Dijon. Jimmy Roye, blessé à la cheville, et Kévin Malcuit, incertain, déclarent forfait pour cette rencontre. Les Niortais commencent un mois de septembre où ils doivent affronter plusieurs prétendants à la montée. Dijon est deuxième au classement et invaincu tout comme Niort. C'est finalement Dijon qui s'impose dans les dernières secondes du match après une frappe enroulée de Yohann Rivière, touchée par Délecroix, mais qui termine au fond des filets,,. Les Niortais concèdent leur première défaite de la saison 2014-2015 et tombe au dixième rang. Par contre, Dijon s'empare du fauteuil de leader. Régis Brouard confirme des problèmes de réalismes qu'il a « évoqué avec les intéressés » et déclare que « les deux équipes pouvaient l'emporter ».
Louckmane Ouédraogo résilie son contrat avec le club, d'un commun accord avec les dirigeants le 16 septembre 2014. Les Niortais affrontent Valenciennes, le 19 septembre 2014. Malcuit et Roye reviennent dans le groupe mais Tristan Lahaye, victime d'un tacle appuyé contre Dijon, doit passer une IRM. Les valenciennois sont derniers de l'exercice en cours et comptent trois absences importantes au milieu de terrain,. Une frappe de Quentin Bernard, détourné par Kenny Lala dans son propre but, permet à Niort de mener à la mi-temps,. Un but que Bernard qualifie de « dégueulasse ». Après un pénalty raté de Roye, Adama Ba, tout juste entré en jeu, inscrit le deuxième but de la rencontre après avoir vu son premier tir repoussé par Bertrand Laquait,. Ce même Ba inscrit le troisième but de la partie, parachevant le deuxième succès de la saison pour les Niortais,. Niort remonte à la sixième place. Si Yoann Barbet vante l’efficacité retrouvé de l'équipe, Bernard Casoni, l'entraîneur de Valenciennes, déclare que « ce n'est pas Niort qui a été meilleur, c'est nous qui leur avons offert les opportunités ».
Quatre jours plus tard, Niort affronte Troyes. Si Brouard emmène un effectif quasi au complet, privé de Lahayé blessé au genou, les troyens de Jean-Marc Furlan doivent faire avec de nombreux blessés et deux suspendus. Les Chamois n'arrivent pas à être à la hauteur du jeu développé par leurs adversaires. Corentin Jean ouvre le score sur un contre juste avant la mi-temps,. Troyes fait le trou grâce à une reprise de volée de Yoann Court qui prend la direction de la lucarne de Paul Delecroix,. Malgré une réduction de l'écart de Florian Martin sur coup franc, l'ESTAC achèvent les Deux-sèvriens grâce à deux buts de Ghislain Gimbert,. Malgré le score de 4-1, Régis Brouard pense que Niort « n'a pas fait un match aussi mauvais », que son équipe « a fait de bonnes choses » mais que le problème de réalisme devant le but adverse, dans le jeu notamment, se pose encore. 
Pour leur troisième match en sept jours, Matthieu Sans et ses coéquipiers reçoivent Angers, actuel sixième du classement. Djiman Koukou et Jimmy Roye, s'étant blessés à la cheville lors du dernier match, sont absents. Désireux d'effacer la lourde défaite contre Troyes, les chamois se font surprendre en début de partie par une tête de Romain Thomas sur un corner de Sofiane Boufal. Les Niortais concèdent leur premier but à domicile de la saison. Toutefois, les hommes de Régis Brouard renversent la tendance grâce à Ande Dona Ndoh, qui inscrit son premier but sous ses nouvelles couleurs, et Florian Martin en deuxième période,. Niort bat Angers 2-1 et prend la septième place à la fin du mois de septembre.

### Un mois sans victoire
Le mois d'octobre commence par un déplacement en Corse face à l'AC Ajaccio, tout juste relégué de Ligue 1. Les Niortais désirent remporter leur premier match à l'extérieur. Dans une rencontre marquée par les déchets techniques, les deux équipes se séparent sur un score de 0-0,. Seydou Koné est exclu, à un quart d'heure du terme, après deux cartons jaunes successifs pour simulation et contestation,. 
Les Niortais observent ensuite deux semaines de trêve internationale avant de jouer face au promu orléanais,. Kévin Rocheteau fait son retour dans le groupe après sa grave blessure, une rupture des ligaments croisés du genou gauche, subie quelques mois auparavant. Par contre, Koné, suspendu, et Ba, blessé, sont absents de la feuille de match. La rencontre se joue dans les dix dernières minutes. Yoann Barbet reprend de la tête un coup de franc de Florian Martin et ouvre le score avec l'aide d'un des montants. Alors que les Chamois semblent se diriger vers une victoire, Jean-Paul Mendy égalise, dans les arrêts de jeu, pour Orléans,. Brouard qualifie le scénario du match de « frustrant ». Même s'il avoue la naïveté et le manque d'agressivité de sa défense sur l'égalisation, il souligne également « que des joueurs reviennent de blessure [alors que] d'autres ne sont pas au mieux ».
À partir de ce moment, les Niortais commencent à glisser au classement de la Ligue 2. Le 24 octobre 2014, ils se déplacent à Arles-Avignon, lanterne rouge du championnat avec cinq défaites consécutives et une seule victoire depuis le début de la saison. Si Kévin Malcuit retrouve sa place de titulaire et Frédéric Bong revient après deux mois d'absence, Mathieu Sans, touché au genou, est relégué sur le banc des remplaçants. Adama Ba et Tristan Lahaye sont toujours à l'infirmerie, accompagné par le jeune Antoine Batisse, victime d'une élongation de la cuisse. Koné est toujours suspendu. Alors que Niort domine la rencontre, l'attaquant de l'ACA Gino van Kessel inscrit le but de la victoire, à dix minutes de la fin, sur une remise de Samuel Gigot à la suite d'un corner de Téji Savanier,. En colère, l'entraîneur niortais ne reste que deux minutes en conférence de presse, concluant sur le fait qu'« en football, la finalité c'est d'être efficace dans les deux surfaces. On ne l'a pas été dans au moins une ».
Contre Nancy, « la plus belle équipe du championnat » selon Brouard, Niort enregistre les retours d'Adama Ba et Seydou Koné,. Malgré ses retours offensifs, les Deux-Sévriens s'inclinent lourdement 4-1 malgré l'exclusion d'un joueur nancéien Joël Sami en première mi-temps. Jérôme Jarnoux, du Courrier de l'Ouest, préfère jeter le discrédit sur l'attaque plutôt que sur la défense. Régis Brouard déclare que « [le] manque de réalisme n'est pas le problème du jour. C'est récurrent depuis le début de la saison ». C'est la première défaite de la saison au Stade René-Gaillard pour Niort.
À l'entraînement, les joueurs travaillent l'agressivité ainsi que l'efficacité offensive pour préparer le match contre Nîmes. Lors de ce match, tandis que Seydou Koné permet à Niort de mener 2-1 à la pause, les nîmois réussissent à s'imposer 3-2,. C'est la troisième défaite consécutive pour l'équipe de Brouard qui tombe au quinzième rang de la Ligue 2, à deux points du premier non-relégable,.

### Léger sursaut
Niort fait une pause dans le championnat, affrontant le club amateur de l'Union Sportive de Chauvigny, le 15 novembre 2014, au septième tour de la Coupe de France,. Cette équipe joue en Division Honneur de la Ligue du Centre-Ouest. Brouard met au repos Djiman Koukou et Mouhamadou Diaw et décide de laisser de côté Simon Hébras et Greg Houla. Matthieu Sans et Kévin Malcuit sont blessés. Niort parvient à se qualifier 2-1 grâce à un doublé de Florian Martin,. Toutefois, Seydou Koné sort sur civière en début de partie après un choc avec Aymar Mouko. Cela ne lui occasionne pas de période d'indisponibilité. Le club des Chamois décide de laisser sa part des recettes, au club chauvignois, évaluée à hauteur de 5 000 euros.
Le 22 novembre 2014, les Niortais reviennent en Ligue 2 face à Tours. Les tourangeaux restent sur sept défaites de suites et pointent à la dernière place du championnat. Brouard qualifie ce match de capital pour la suite de la saison. Les deux équipes, en difficultés, se neutralisent 1-1,. Le journaliste Jérôme Jarnoux pense que « ça devient inquiétant » ; Niort descend au dix-septième rang et ne compte que deux points d'avance sur Châteauroux, premier relégable. Régis Brouard dresse le constat que Niort « est passée d'un extrême à l'autre sur le plan du jeu », qualifiant de « poussif » le football pratiqué par ses joueurs.
C'est justement chez cette équipe de Châteauroux que les Niortais disputent leur match suivant. Les chamois retrouvent leur ancien entraîneur, Pascal Gastien, entraîneur de La Berrichonne maintenant. Matthieu Sans fait son retour dans le groupe. Niort brise cette série de six matchs sans victoire en championnat, en l'emportant 1-0 avec une réalisation d'Adama Ba. Avec ces trois points, Niort s'éloigne de la zone de relégation, prenant cinq points d'avance sur leur adversaire du jour, toujours premier relégable.
Le 6 décembre 2014, Niort se déplace à Anglet, jouant en CFA 2, dans le cadre du huitième tour de la Coupe de France. Privé de plusieurs joueurs blessés et de Diaw suspendu, Régis Brouard et ses protégés décrochent leur qualification sur le score de 2-0, grâce à des buts de Koukou et de Mayingila Nzuzi Mata,.

### Passage à la nouvelle année crispant
Les Niortais disputent, le 12 décembre 2014, leur dernier match de l'année 2014 dans leur Stade René-Gaillard, affrontant Sochaux. Les sochaliens sont invaincus en championnat depuis onze matchs. Si les hommes de Régis Brouard, quant à eux, n'ont pas perdu depuis quatre matchs (toutes compétitions confondues), l'entraîneur avoue que « l'équilibre reste fragile ». Niort est réduit à dix très tôt dans le match après le carton rouge d'Adama Ba pour une semelle sur Pierre Gibaud,. Sochaux ouvre le score par Édouard Butin en début de deuxième période,. Malgré un bel état d'esprit des niortais, qui poussent vers l'avant pour égaliser, Sochaux s'impose 1-0. L'entraîneur du FCSM Olivier Echouafni félicite son adversaire, affirmant que « cette équipe de Niort a eu beaucoup de cœur et aurait mérité le point du match nul » ; Régis Brouard déclare que « la meilleure équipe sur le terrain a perdu », pointant encore une fois le manque d'efficacité devant le but mais ne reproche rien à ses joueurs « dans l'état d'esprit, dans la qualité, à dix ».
Expulsé contre Sochaux, Ba est suspendu pour une durée de trois matchs. Les dirigeants niortais, dans un communiqué de presse, déplorent cette décision, exprimant « [leur] colère et stupéfaction », alors que Pierre Gibaud, dont les médecins prévoyaient une fracture, a repris la compétition. C'est sans leur attaquant que les Niortais se retrouvent sur le terrain de l'AJ Auxerre, le 19 décembre 2014. Dès la 4e minute de jeu, Seydou Koné reprend un centre de Florian Martin pour inscrire le premier but du match,. Si les Niortais dominent la première mi-temps, les auxerrois conservent le ballon dans la deuxième et parviennent à égaliser sur un but de Grégory Berthier,. Sur le but auxerrois, Mouhamadou Diaw reste au sol après un choc. Jimmy Roye exprime son mécontentement, sur une possible faute non-sifflée sur Diaw, de manière violente et est exclu, tout comme l'entraîneur adjoint des Chamois, Pascal Braud,. Le match se termine sur le score de 1-1,. Niort conclut l'année à la seizième place avec vingt points. Christian Bonnier, de La Nouvelle République du Centre-Ouest, qualifie d'« un peu maigrelet » ce bilan à quelques jours de Noël.
Le 24 décembre 2014, Karim Fradin donne une interview au Courrier de l'Ouest et fait un bilan de la première partie de saison. Celui-ci n'est pas satisfait sur le bilan sportif, déclarant que « plusieurs de [leurs] performances n'ont pas été à la hauteur en termes d'efficacité offensive ». Il avoue également que plusieurs joueurs ont déçu mais ne cite seulement qu'Ande Dona Ndoh, qu'il considère comme « un échec sur six mois » tout en espérant qu'il élève son niveau en 2015. L'un des principaux problèmes que pointe le manager général est le couloir droit. Simon Hébras reçoit un bon de sortie tandis que Mayingila Nzuzi Mata suscite l’intérêt de plusieurs clubs évoluant en National. Toutefois, Fradin n'hésite pas à féliciter Seydou Koné et Florian Martin. Il définit la dixième place comme l'objectif à atteindre. L'effectif reprend l'entraînement le 27 décembre 2014 et part en stage le 29 et 30 décembre 2014 à Saint-Jean-de-Monts.
Le premier match de la nouvelle année des niortais est le 32e de finale de la Coupe de France face à Concarneau. Contre cette équipe, évoluant dans le haut de tableau de CFA, les hommes de Régis Brouard, privé de Djiman Koukou, Adama Ba et Jimmy Roye suspendu, se font surprendre 1-0 par un but d'Herman Koré,. Jérôme Jarnoux écrit que Niort n'a pas produit un match « digne d'une équipe de Ligue 2 » et que Concarneau mérite sa qualification. Les Niortais sont éliminés sans gloire de cette compétition.
Le 9 janvier 2015, les Niortais reçoivent le Gazélec Ajaccio, surprenant promu, qui a envie de monter sur le podium de la Ligue 2. À la suite de l'attentat contre Charlie Hebdo, les Chamois arborent un patch Je suis Charlie sur leur maillot et une minute de silence est observée sur tous les terrains de football professionnels,. Le GFC Ajaccio ouvre le score très tôt dans le match par Khalid Boutaib avant de se voir réduit à neuf après les expulsions de Roderic Filippi, en première mi-temps, et de Martin Fall en deuxième,. Du côté niortais, Quentin Bernard est obligé de sortir juste avant la pause, groggy après un choc avec son capitaine Mouhamadou Diaw. En supériorité numérique, Niort parvient à égaliser en fin de match grâce à une tête d'Ndoh,. La phase des matchs aller se terminent par un match nul pour les tenanciers du stade René-Gaillard. En conférence de presse, l'entraîneur Régis Brouard se montre pessimiste, pointant du doigt les centres de son équipe et le manque d'engagement. Il affirme également que la question du recrutement va se poser avec l'équipe dirigeante.
Extrait du classement de Ligue 2 2014-2015 à la fin de la phase aller
| Rang | Équipe        | Pts | J  | G | N | P  | Bp | Bc | Diff |
| ---- | ------------- | --- | -- | - | - | -- | -- | -- | ---- |
| 15   | Clermont      | 21  | 19 | 5 | 6 | 8  | 24 | 26 | -2   |
| 16   | Créteil       | 21  | 19 | 4 | 9 | 6  | 27 | 30 | -3   |
| 17   | Niort         | 21  | 19 | 4 | 9 | 6  | 17 | 21 | -4   |
| 18   | Tours         | 20  | 19 | 6 | 2 | 11 | 27 | 30 | -3   |
| 19   | Châteauroux   | 16  | 19 | 3 | 7 | 9  | 16 | 29 | -13  |
| 20   | Arles-Avignon | 11  | 19 | 2 | 5 | 12 | 14 | 33 | -19  |

### Entrée dans la zone de relégation
Niort doit faire face à deux déplacements consécutifs. Le premier se joue, le 16 janvier 2015, sur la pelouse de Brest. Les Niortais enregistrent les retours de Jimmy Roye, Adama Ba et de Tristan Lahaye,. Pour ce match, Jimmy Roye est placé aux côtés de Djiman Koukou au milieu de terrain et Mouhamadou Diaw en pointe, en soutien de l'attaque. Face à une équipe brestoise, candidate à la montée et invaincue à domicile, ils parviennent à décrocher le point du match nul 0-0. Les chamois maîtrisent la première période et font bloc, en deuxième, face aux assauts de leurs adversaires. Le journaliste Denis Jumeau salue l'état d'esprit de l'équipe tandis que Régis Brouard se déclare « très très satisfait du comportement [de ses joueurs] ». L'entraîneur espère également que ce match soit le révélateur des capacités de Niort et un déclic.
Ensuite, les joueurs se rendent au Havre. Les locaux bénéficient d'un penalty à la 35e, après une faute de Frédéric Bong sur Moussa Sao, arrêté par Paul Delecroix,. Sao parvient à ouvrir le score pour les havrais, en début de seconde mi-temps, grâce à une frappe décroisée sur une passe d'Alexandre Bonnet,. Les Niortais reçoivent, à leur tour, un penalty. Jimmy Roye voit son tir repoussé par Abdoulaye Diallo mais parvient à égaliser en reprenant le ballon,. La rencontre accouche d'un nouveau match nul pour les chamois qui, malgré une bonne prestation, reculent à la dix-huitième place et entrent dans la zone de relégation après la victoire de Tours face à Valenciennes. Régis Brouard se veut rassurant définissant son groupe comme « une équipe à réaction [;] il faut que nous soyons en danger pour réagir ».
À quelques jours de la fin du mercato hivernal, le club enregistre deux départs. D'abord, Greg Houla signe, jusqu'en juin 2016, avec l'Ergotelis Héraklion, évoluant dans le championnat grec,. Libéré par Niort, Simon Hébras rejoint Le Poiré, engagé dans le championnat de National, jusqu'à la fin de la saison. Après des négociations entre Mayingila Nzuzi Mata et Chambly, il est décidé que l'attaquant reste au club. Des rumeurs annoncent un possible retour d'Emiliano Sala à Niort, mais finalement, il est prêté à Caen.
Les Niortais reçoivent Créteil. Régis Brouard place son équipe dans une « obligation de gagner ». Cependant, Créteil marque le premier but du match par Frédéric Piquionne dès la 2e minute de jeu, parti dans le dos de la défense, qui lobe Delecroix. Niort pousse devant le but de Yann Kerboriou mais n'arrive pas à cadrer ses frappes,.  Florian Martin récompense les efforts de son équipe en égalisant peu après l'heure de jeu,. Néanmoins, dans la continuité de ce but, Créteil repasse devant grâce à une réalisation de Bagaliy Dabo,. Malgré de la volonté et l'entrée de trois joueurs à vocation offensive par Régis Brouard, les chamois encaissent un troisième but, en fin de match, par Cheikh Ndoye et s'inclinent 3-1,,. Cette victoire de Créteil, la première à l'extérieur pour les cristoliens, « jette un coup de froid ». À la fin du match, les joueurs essuient de nombreux sifflets et des slogans « Brouard démission ! » se font entendre. Niort reste dix-huitième du classement du fait d'une moins bonne attaque que Tours, dix-septième, qui possède le même nombre de points ainsi qu'une différence de but similaire.

### Sortie de la zone rouge et solidité face aux «gros»
Pour la vingt-troisième journée de championnat, Brouard est obligé de se priver de Matthieu Sans, se plaignant des adducteurs. Frédéric Bong, revenant de suspension, est amené à le remplacer. Face à Clermont, l'équipe évolue en 4-2-3-1. Les joueurs de Corinne Diacre marquent les premiers sur un but contre son camp de Bong qui reprend involontairement un coup franc de Thibault Moulin,. Toujours en première mi-temps, les Niortais réussissent à égaliser. Une frappe de Florian Martin est repoussée par Mehdi Jeannin mais Seydou Koné en profite pour marquer son huitième but de la saison,. Clermont domine les débats mais Niort parvient à faire quelques frayeurs aux joueurs locaux,. Paul Delecroix effectue plusieurs arrêts décisifs. Les deux équipes se séparent sur ce score de 1-1 au terme d'un match marqué par le froid et les conditions de jeu difficiles. Les défaites de Tours et de Valenciennes permettent à Niort de sortir de la zone rouge et de pointer au seizième rang,. Brouard définit la victoire comme l'objectif du prochain match « pour [se] rassurer pleinement ».
L'ancien joueur Lilian Laslandes rejoint le staff technique comme adjoint de Régis Brouard avec le rôle d'aider les attaquants. Le match face au Dijon FCO est capital pour Niort. Pour préparer cet affrontement, les joueurs ainsi que le staff technique se mettent au vert, la veille du match, et se retrouvent tous ensemble dans un hôtel de la banlieue niortaise. Le début de match est à la faveur des chamois qui ouvrent la marque par Florian Martin qui conclut sur un centre de Seydou Koné,. La deuxième mi-temps est, par contre, à l'avantage des dijonnais qui égalisent grâce à un coup franc de Jérémie Bela, repoussé par Delecroix, mais repris par Florian Raspentino,. En infériorité numérique après l'expulsion de Frédéric Bong, Niort parvient à préserver sa cage et prend le point du match nul,. Brouard se montre déçu du résultat, affirmant que son équipe doit mener 2-0 à la mi-temps, mais félicite les joueurs pour la dernière demi-heure à dix contre onze.

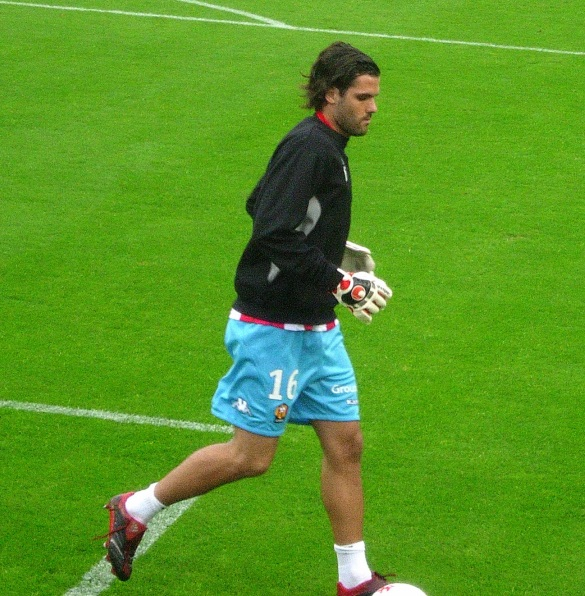
Rodolphe Roche (ici en 2007) entre en jeu, contre Valenciennes, après le carton rouge de Paul Delecroix.

Les Niortais partent affronter Valenciennes avec un effectif plein, aucun joueur n'étant blessé. Bong est suspendu. Sur leur première occasion du match, les Niortais marquent grâce à une frappe à ras-de-terre de Koné dans la surface de réparation,. Niort fait le break juste avant la mi-temps sur une passe en profondeur de Djiman Koukou que Kévin Malcuit conclut entre les jambres de Paul Charruau,. Cinq minutes après le début de la deuxième période, un centre de Malcuit est repris de la tête par Koné qui, avec l'aide d'un montant, permet aux chamois de mener 3-0,. À l'heure de jeu, Paul Delecroix fauche Jean-Luc Dompe dans la surface et se fait exclure. Rodolphe Roche ne peut empêcher Anthony Le Tallec de transformer le penalty. Niort adopte une stratégie défensive, faisant bloc devant son gardien, et remporte sa première victoire depuis trois mois,. Ce succès permet au club de s'éloigner de quatre points de la zone rouge. Brouard est satisfait du réalisme de son équipe et encense Kévin Malcuit pour son match sur le côté droit. Toutefois, il reconnaît les multiples occasions de Valenciennes, en fin de match, qui auraient pu changer le scénario de la rencontre.
Le premier du championnat, Troyes, se déplace au Stade René-Gaillard, le 27 février 2015. Les chamois doivent faire sans Delecroix, suspendu deux matchs dont un avec sursis, après son carton rouge face à Valenciennes. Beaucoup de joueurs du groupe professionnel affirment qu'il y a un changement d'état d'esprit au sein de l'équipe. Niort marque le premier grâce à un mouvement collectif orchestré par Jimmy Roye et Florian Martin, conclu par l'ancien joueur du Paris FC,. Le match est équilibré et les deux équipes se créent de nombreuses occasions de but,. Les Niortais glanent finalement les trois points et réalisent un exploit en battant la meilleure attaque du championnat. Ils remportent leur première victoire à René-Gaillard depuis cinq mois,. Régis Brouard pense qu'« il faut tirer un coup de chapeau aux joueurs » et affirme qu'ils ont « livré un vrai match collectif, aussi bien offensivement que défensivement ». Cette victoire 1-0 permet au club de remonter en treizième position, profitant des défaites de l'AC Ajaccio et de Créteil ainsi que du match nul de Clermont.
Après ces deux victoires consécutives, Niort commence ce mois de mars par un déplacement à Angers. Sans est victime d'une bronchite et n'est pas sélectionné pour le match. Les deux équipes n'arrivent pas à se procurer beaucoup d'occasions et le jeu est cadenassé pendant tout le match, même si Angers parvient à se procurer les meilleurs actions de la partie. Le match se termine sur un score nul et vierge. Brouard définit cette partie comme « un vieux 0-0 des familles, à l'ancienne, avec pratiquement aucune occasion ». Niort compte sept points d'avance sur le premier relégable et pointe à la quatorzième place.

### Retour dans le ventre mou du championnat et maintien
Légèrement blessé contre Angers, Paul Delecroix et Florian Martin sont rétablis et sélectionné pour le match contre AC Ajaccio. Matthieu Sans est rétabli de sa bronchite et déclaré apte à jouer. Seul Rodolphe Roche manque à l'appel, déclaré comme étant en formation, et est remplacé sur le banc par Saturnin Allagbé. Deux jours avant la rencontre, le président ajaccien Alain Orsoni démissionne, affirmant que « [sa] présence à la tête du club gêne certains »,. Les Niortais ouvrent le score en début de match, à la 18e minute, avec Seydou Koné qui reprend victorieusement un centre de Kévin Malcuit,. Après un début de match à l'avantage des chamois, Ajaccio presse sur le but de Delecroix, obligeant le portier à effectuer de multiples arrêts. Niort s'impose 1-0 et décroche sa septième victoire depuis le début du championnat. Avec ce succès, l'équipe gagne deux places au classement et prend la douzième place. Brouard félicite ses joueurs mais se montre critique vis-à-vis du public, leur reprochant de ne pas assez supporter l'équipe alors qu'elle fait de bonnes performances depuis deux mois.
Le déplacement sur le terrain de Orléans se fait sans Quentin Bernard, Frédéric Bong et Djiman Koukou, suspendus pour cette rencontre,. La presse ainsi que le staff craignent un relâchement des joueurs mais Brouard espère vite assurer le maintien pour « se projeter vers autre chose, se fixer de nouveaux objectifs ». Les deux équipes se neutralisent 0-0 dans un match où Niort montre un beau visage malgré un manque de réussite contre une équipe d'Orléans assez limité au niveau offensif. Les chamois terminent la rencontre à dix après l'exclusion de leur capitaine Mouhamadou Diaw pour un tacle jugé dangereux sur Matthieu Ligoule,. Les deux entraîneurs critiqueront l'état de la pelouse en conférence de presse.
Le 26 mars 2015, le club annonce la signature d'un premier contrat professionnel, d'une durée d'un an plus deux en option, pour Jérémy Grain, meilleur buteur de la réserve. Le lendemain, un match amical a lieu entre les Chamois et Bordeaux au stade René-Gaillard. Dans une rencontre considérée comme très amical où les bordelais sont privés de leurs joueurs internationaux, Niort marque le premier grâce à une tête d'Ande Dona Ndoh sur un centre de Jimmy Roye en première mi-temps,. Les deux entraîneurs, Brouard et Willy Sagnol, font tourner leurs effectifs durant la partie. Dans les quinze dernières minutes du match, Bordeaux inscrit deux buts par Henri Saivet sur coup franc et Adrian Dabasse permettant aux Girondins de s'imposer 2-1,.
Les joueurs suspendus lors du dernier match de championnat (Bernard, Bong et Nkoulou) reviennent au sein du groupe sélectionné contre Arles-Avignon. Par contre, Diaw et Dona Ndoh sont sur le coup d'une suspension. Le jour même de la rencontre, le club annonce les prolongations de contrats de quatre joueurs de l'effectif, à savoir Yoann Barbet, Frédéric Bong, Seydou Koné et Kévin Malcuit. Niort ouvre le score, à la 16e minute de jeu, grâce à un passe en retrait de Koukou reprise par Malcuit qui trompe le gardien Axel Maraval,. Les acéistes parviennent à égaliser, contre le cours du match, en deuxième mi-temps, avec une tête de Koro Koné bien servi par Larsen Touré,. Les deux équipes se neutralisent 1-1. Ce seizième match nul de la saison pour les hommes de Régis Brouard est considéré comme deux points de perdus par la presse régionale,.
Le match suivant est un déplacement à Nancy. Les nancéiens dépose une requête contre Niort, accusant le club de faire jouer Seydou Koné alors que sa licence serai périmée depuis novembre 2014. Niort se défend en affirmant que l'attaquant a bénéficié d'un nouveau permis de séjour, valable jusqu'en 2024, et que, par conséquent, sa licence est valide. La LFP rejette la requête de l'ASNL. Face à une équipe sixième du championnat, les Niortais marquent les premiers grâce à une frappe de Florian Martin à ras-de-terre à la suite d'un centre de Tristan Lahaye, également au ras-du-sol,. Tandis que Nancy pousse pour égaliser, Lahaye sort sur blessure en début de seconde période et Barbet place sa tête, sur un corner de Martin, pour mettre deux buts d'écart entre les deux équipes,. Quelques minutes après ce but, Nancy parvient à marquer sur un pénalty de Mana Dembélé, conséquence d'une faute de Malcuit sur Youssouf Hadji dans la surface de réparation,. Après Troyes, Niort surprend un nouveau ténor du championnat sur un score de 2-1. Cette victoire leur permet d'atteindre le cap des quarante points et de toujours rester à la douzième place. Pour Régis Brouard, « le maintien est presque acquis », précisant que « c'est fait à 90 % ».
Le 14 avril 2015, les chamois annoncent la signature d'Adrian Dabasse, meilleur buteur de la réserve des Girondins de Bordeaux, pour une durée de trois ans. Buteur lors d'un match amical contre Niort, il intégrera l'effectif professionnel à partir de la saison prochaine. Régis Brouard bénéficie d'un groupe au complet pour affronter le Nîmes Olympique. Deux minutes après son entrée en jeu, Ndoh parvient à ouvrir le score à la 63e minute,. Nîmes égalise par Riad Nouri quelques minutes plus tard mais Ande Dona Ndoh redonne un but d'avance à son équipe sur un bon centre de Chafik Tigroudja,. Seydou Koné alourdit le score, dans les arrêts de jeu, parti dans le dos de la défense sur une passe en retrait de Malcuit,. Alexandre Mendy réduit l'écart pour les nîmois, dans les derniers instants du match, ce qui n'empêche pas Niort de s'imposer 3-2, de poursuivre sa série d'invincibilité et également de décrocher le maintien en Ligue 2 pour la saison prochaine,.

### Fin de la série d’invincibilité et fin de saison
Après l'annonce du maintien des niortais, Régis Brouard définit des petits objectifs pour la fin de saison. Toutefois, les Chamois désirent continuer leur série de matchs sans défaite et de basculer dans la première partie du classement. Quant aux tourangeux, il lutte pour le maintien en Ligue 2. Toutefois, le TFC domine la première mi-temps et ouvre le score, juste avant la pause, grâce à une frappe de Christian Kouakou. Malgré une meilleure prestation lors de la deuxième période, Niort ne parvient pas à égaliser et s'incline 1-0. Cette défaite met fin à une série d'invincibilité de dix matchs. Brouard n'est pas satisfait de ses troupes, voyant du laisser-aller. Tours sort de la zone de relégation grâce à cette victoire. 
Quatre jours plus tard, Niort reçoit une équipe au profil similaire, à savoir La Berrichonne de Châteauroux. Si la première mi-temps ne voit aucun but, les Niortais inscrivent trois réalisations lors de la seconde. Ande Dona Ndoh reprend un centre de Seydou Koné et trompe Landry Bonnefoi en début de seconde période. Il inscrit un doublé, une nouvelle fois grâce à sa tête, sur un corner de Florian Martin. Koné parachève le succès des chamois grâce à un pénalty, après une faute d'Ulrich Nnomo sur Kévin Malcuit dans la surface de réparation. Cette victoire leur permet de remonter au dixième rang de la Ligue 2. 
Ils se rendent ensuite au Stade Auguste-Bonal pour y affronter le Football Club Sochaux-Montbéliard. Les chamois désirent poursuivre leur bonne fin de saison et arriver à la huitième place du championnat. Néanmoins, le match démarre mal pour les Niortais qui encaissent deux buts dans le premier quart d'heure, sur deux ballons perdus dans la défense. Mathieu Sans réduit l'écart sur un coup franc de Martin et Koné place sa tête sur un centre de Tristan Lahaye pour égaliser avant la pause. La défense sochalienne connaît des soucis avec la blessure de Mathéus Vivian et se retrouve déstabilisé. Jimmy Roye marque le troisième but niortais d'une frappe à l'entrée de la surface, permettant à Niort de renverser la situation et de s'imposer 3-2. Ce sera la dernière victoire de la saison 2014-2015 pour les bleus et blancs.
Face à l'AJ Auxerre, les Niortais décrochent un match nul comme au match aller. À la 73e minute, Frédéric Sammaritano lobe Paul Delecroix pour ouvrir le score. Roye sauve, une nouvelle fois, ses coéquipiers grâce à une frappe de vingt-cinq mètres qui trompe le gardien auxerrois Donovan Léon. La fin de saison se révèle plus compliqué pour les hommes de Régis Brouard. Ils se déplacent sur la pelouse du Gazélec Football Club Ajaccio, deuxième, qui cherche à décrocher sa promotion officielle Ligue 1. L'attaquant ajaccien John Tshibumbu marque deux buts en première mi-temps avant de sortir sur blessure après un choc avec Delecroix sur le second but. En début de deuxième mi-temps, Roye réduit l'écart grâce à une frappe contrée par Rodéric Filippi qui lobe Clément Maury. Filippi marque le troisième but du GFC Ajaccio quelques minutes plus tard sur corner. Ce même-défenseur provoque un pénalty pour les Chamois, transformé par Koné. Ajaccio finalise sa montée parmi l'élite du football français avec cette victoire 3-2, tandis que Niort perd une place et se retrouve onzième,.
Le dernier match de la saison se déroule à René-Gaillard contre le Stade lavallois et les Niortais passent à côté de leur début de match, encaissant trois buts en dix-huit minutes par l'intermédiaire d'Hugo Boumous et Serhou Guirassy qui inscrit deux buts. Le reste du match est plutôt équilibré mais Niort ne parvient pas à sauver l'honneur. La fin de cette rencontre est marquée par les sorties de Mouhamadou Diaw et Quentin Bernard, sous les acclamations de la foule. Les deux joueurs quittent Niort à la fin de cette saison. Niort termine onzième de cet exercice 2014-2015.
Extrait du classement de Ligue 2 2014-2015 à la fin du championnat
| Rang | Équipe                 | Pts | J  | G  | N  | P  | Bp | Bc | Diff |
| ---- | ---------------------- | --- | -- | -- | -- | -- | -- | -- | ---- |
| 9    | AJ Auxerre             | 52  | 38 | 12 | 16 | 10 | 48 | 42 | +6   |
| 10   | FC Sochaux-Montbéliard | 52  | 38 | 13 | 13 | 12 | 39 | 37 | +2   |
| 11   | Niort                  | 50  | 38 | 11 | 17 | 10 | 41 | 42 | -1   |
| 12   | Clermont Foot          | 49  | 38 | 12 | 13 | 13 | 43 | 47 | -4   |
| 13   | Nîmes Olympique        | 46  | 38 | 12 | 10 | 16 | 44 | 57 | -13  |
| 14   | US Créteil-Lusitanos   | 45  | 38 | 10 | 15 | 13 | 44 | 52 | -8   |

### Bilan de la saison
Le lendemain du dernier match de la saison, Régis Brouard fait un premier bilan de cet exercice 2014-2015. Il se montre assez déçu du classement final, l'objectif étant de terminer dans la première partie du championnat. Pour lui, il y « petite pointe d'amertume » et qu'il y avait « les moyens de mieux faire ». Toutefois, il déclare que « par rapport [au] budget [aux] infrastructures, c'est déjà très bien de se retrouver là » et vente les bonnes performances de Florian Martin, Seydou Koné, Paul Delecroix, Mouhamadou Diaw, Yoann Barbet et Kévin Malcuit. Au niveau de son effectif, l'entraîneur affirme qu'il a été « compliqué dans sa gestion, et dans les attentes [qu'il] voulai[t] mettre en place » et qu'il a beaucoup donné dans les relations sociales avec ses joueurs. Pour la saison suivante, Brouard définit le premier tiers du championnat comme l'objectif à atteindre.

## Joueurs et encadrement technique

### Encadrement technique

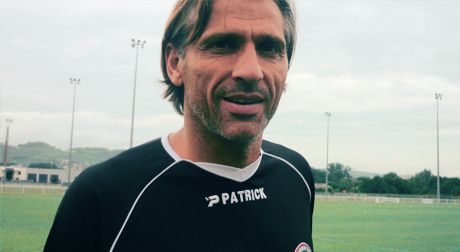
Régis Brouard (ici en 2012) effectue sa première saison comme entraîneur de Niort.

Régis Brouard est nommé entraîneur des Chamois niortais en mai 2014, remplaçant Pascal Gastien, qui était la tête de cette équipe depuis 2009. Durant sa carrière de joueur, Brouard évolue pendant deux saisons à Niort, de 1994 à 1996, avant de partir pour le Red Star Football Club. Il arrête sa carrière de joueur en 2003 et se lance directement comme entraîneur. Il se fait remarquer lors de son passage à l'US Quevilly où il amène son équipe, évoluant en CFA, en demi-finale de la Coupe de France 2009-2010 et en finale de celle de Coupe de France 2011-2012. Il devient ensuite entraîneur du Clermont Foot 63 en 2012. À l'échéance de son contrat, à la fin de la saison 2013-2014, il refuse une prolongation de deux saisons de la part de Claude Michy et déclare rechercher un club.
L'entraîneur adjoint Pascal Braud est un ancien joueur des Chamois, capitaine de 1997 à 2001. Il arrive dans l'encadrement technique du club en juin 2013 en signant un contrat d'une année plus une autre en option si Niort parvient à se maintenir. Il est conservé par Régis Brouard lors de son arrivée aux commandes de l'équipe. Il fait également figure de lien entre l'équipe première et l'équipe réserve.
L'ancien joueur Lilian Laslandes arrive en cours de saison, en février 2014, comme adjoint de Régis Brouard et chargé d'entraîner les attaquants. Parallèlement, il continue sa mission de responsable de la formation du Stade bordelais.
Karim Fradin est le manager général de Niort depuis 2009, arrivé en même temps que le président Joël Coué ainsi que l'ancien entraîneur Pascal Gastien. Ancien joueur professionnel, il a terminé sa carrière en 2007 après deux saisons comme joueur des Chamois niortais.
Ensuite, Fabrice Fontaine occupe le rôle de préparateur physique. Il travaillait avec Gastien de 2004 jusqu'à son départ en 2014. Eric Gontier est le kinésithérapeute de l'équipe première depuis 2009. Nicolas Ferdonnet est l’ostéopathe tandis qu'Emmanuel Zuccheo est le médecin de Niort.

### Effectif professionnel
Vingt-cinq joueurs font partie de l'effectif professionnel niortais durant cette saison 2014-2015. Paul Delecroix est le gardien de but titulaire tandis que Rodolphe Roche est désigné comme sa doublure et Saturnin Allagbé comme troisième gardien, reléguant Lucas Bobe à la quatrième position dans cette hiérarchie. Cette équipe dispose de sept défenseurs, à savoir trois défenseurs centraux Yoann Barbet, Frédéric Bong et Matthieu Sans. Quentin Bernard, Lamine Fall et Kévin Malcuit peuvent comme latéral gauche tandis que Tristan Lahaye évolue sur le côté droit. Il arrive également que Malcuit soit avancé plus haut sur le terrain, comme milieu gauche. Au niveau du milieu de terrain, Mouhamadou Diaw et Djiman Koukou évoluent comme milieu défensif, Adama Ba, Simon Hébras, Greg Houla et Chafik Tigroudja auront un rôle de milieu offensif, Florian Martin est milieu gauche et Jimmy Roye sur le côté droit. À l'attaque, Seydou Koné s'impose avec Ande Dona Ndoh. Kevin Rocheteau complète la liste des avants.
Plusieurs joueurs du centre de formation vont venir grossir les rangs de l'équipe première comme les milieux Antoine Batisse, Junior Sambia et de l'attaquant Jérémy Grain.
Le capitaine de l'équipe est Mouhamadou Diaw, qui occupe cette fonction depuis 2013.

### Statistiques collectives
| Compétition       | Débute au tour | Termine        | Matches joués | Gagnés | Nuls | Perdus | Buts pour | Buts contre | Différence |
| ----------------- | -------------- | -------------- | ------------- | ------ | ---- | ------ | --------- | ----------- | ---------- |
| Ligue 2           | -              | 11e            | 38            | 11     | 17   | 10     | 41        | 42          | -1         |
| Coupe de France   | 7e Tour        | 1/32 de finale | 3             | 2      | 0    | 1      | 4         | 2           | 2          |
| Coupe de la ligue | 1/32 de finale | 1/32 de finale | 1             | 0      | 0    | 1      | 2         | 3           | -1         |
| Total             | -              | -              | 42            | 13     | 17   | 12     | 47        | 47          | 0          |

### Statistiques individuelles
Florian Martin ainsi que Quentin Bernard sont les joueurs les plus utilisés sur la saison avec respectivement avec quarante-deux et quarante-et-un an matchs.
Seydou Koné est le meilleur buteur de l'équipe niortaise sur la saison avec sept dix-sept buts, dont quinze en championnat et deux en Coupe de la Ligue. Le meilleur passeur de la saison est Florian Martin avec onze passes décisives, toutes en championnat.

### Joueur prêté
Sur cette saison 2014-2015, les Chamois niortais ont prêté seulement un seul joueur de leur effectif, à savoir l'attaquant Pape Sané. Celui-ci est au Football Bourg-en-Bresse Péronnas 01, évoluant en National. Le FBBP termine troisième du championnat monte en Ligue 2 pour la saison 2015-2016. Sané inscrit vingt-et-un but en trente-deux matchs, décroche le titre de meilleur buteur du championnat et est considéré comme « un des grands artisans de la montée [du club] ». Après cette saison, son contrat avec Niort expire et il s'engage avec Bourg-Péronnas.

## Dirigeants
- Président de la SASP : Joël Coué  France
- Président de l’association : Jean-Louis Mornet  France
- Manager général : Karim Fradin  France
- Directeur du centre de formation : Franck Azzopardi  France
- Coordinateur sportif du centre de formation : Dodzi Eklu  Togo

## Rencontres de la saison

### Ligue 2
| Matchs aller  | Journée | Adversaire    | Lieu | Résultat | Buteurs Niort               | Place | Affluence | LFP                    |
| 01/08/2014    | 1       | Laval         | ext  | 1-1      | Koné 80e                    | 10e   | -         | Feuille de match Vidéo |
| 08/08/2014    | 2       | Brest         | dom  | 0-0      |                             | 13e   | 4 713     | Feuille de match Vidéo |
| 15/08/2014    | 3       | Le Havre      | dom  | 1-0      | Koné 2e                     | 7e    | 4 797     | Feuille de match Vidéo |
| 22/08/2014    | 4       | Créteil       | ext  | 1-1      | Roye 90+1e (pén)            | 8e    | -         | Feuille de match Vidéo |
| 29/08/2014    | 5       | Clermont      | dom  | 0-0      |                             | 8e    | 4 693     | Feuille de match Vidéo |
| 12/09/2014    | 6       | Dijon         | ext  | 1-0      |                             | 10e   | -         | Feuille de match Vidéo |
| 19/09/2014    | 7       | Valenciennes  | dom  | 3-0      | (csc) 37e Ba 69e 84e        | 6e    | 4 519     | Feuille de match Vidéo |
| 23/09/2014    | 8       | Troyes        | ext  | 4-1      | Martin 75e                  | 11e   | -         | Feuille de match Vidéo |
| 26/09/2014    | 9       | Angers        | dom  | 2-1      | Ndoh 56e Martin 86e         | 7e    | 4 853     | Feuille de match Vidéo |
| 03/10/2014    | 10      | AC Ajaccio    | ext  | 0-0      | -                           | 8e    | -         | Feuille de match Vidéo |
| 17/10/2014    | 11      | Orléans       | dom  | 1-1      | Barbet 82e                  | 9e    | 4 519     | Feuille de match Vidéo |
| 24/10/2014    | 12      | Arles-Avignon | ext  | 0-1      | -                           | 11e   | -         | Feuille de match Vidéo |
| 01/11/2014    | 13      | Nancy         | dom  | 1-4      | Koné 72e                    | 11e   | 5 344     | Feuille de match Vidéo |
| 07/11/2014    | 14      | Nîmes         | ext  | 2-3      | Koné 7e 45e                 | 15e   | -         | Feuille de match Vidéo |
| 21/11/2014    | 15      | Tours         | dom  | 1-1      | Koné 63e                    | 17e   | 4 377     | Feuille de match Vidéo |
| 28/11/2014    | 16      | Châteauroux   | ext  | 1-0      | Ba 44e                      | 13e   | -         | Feuille de match Vidéo |
| 12/12/2014    | 17      | Sochaux       | dom  | 0-1      |                             | 14e   | 4 266     | Feuille de match Vidéo |
| 19/12/2014    | 18      | Auxerre       | ext  | 1-1      | Koné 4e                     | 16e   | -         | Feuille de match Vidéo |
| 09/01/2015    | 19      | Gaz Ajaccio   | dom  | 1-1      | Ndoh 82e                    | 17e   | 3 856     | Feuille de match Vidéo |
| Matchs retour | Journée | Adversaire    | Lieu | Résultat | Buteurs Niort               | Place | Affluence | LFP                    |
| 16/01/2015    | 20      | Brest         | ext  | 0-0      |                             | 17e   | -         | Feuille de match Vidéo |
| 23/01/2015    | 21      | Le Havre      | ext  | 1-1      | Roye 54e (pén)              | 18e   | -         | Feuille de match Vidéo |
| 30/01/2015    | 22      | Créteil       | dom  | 1-3      | Martin 63e                  | 18e   | 3 962     | Feuille de match Vidéo |
| 06/02/2015    | 23      | Clermont      | ext  | 1-1      | Koné 35e                    | 16e   | -         | Feuille de match Vidéo |
| 13/02/2015    | 24      | Dijon         | dom  | 1-1      | Martin 18e                  | 16e   | 3 804     | Feuille de match Vidéo |
| 20/02/2015    | 25      | Valenciennes  | ext  | 3-1      | Koné 13e 51e Malcuit 42e    | 16e   | -         | Feuille de match Vidéo |
| 27/02/2015    | 26      | Troyes        | dom  | 1-0      | Roye 11e                    | 13e   | 4 734     | Feuille de match Vidéo |
| 06/03/2015    | 27      | Angers        | ext  | 0-0      |                             | 14e   | -         | Feuille de match Vidéo |
| 13/03/2015    | 28      | AC Ajaccio    | dom  | 1-0      | Koné 18e                    | 12e   | 4 188     | Feuille de match Vidéo |
| 20/03/2015    | 29      | Orléans       | ext  | 0-0      |                             | 12e   | -         | Feuille de match Vidéo |
| 03/04/2015    | 30      | Arles-Avignon | dom  | 1-1      | Malcuit 16e                 | 12e   | 4 135     | Feuille de match Vidéo |
| 10/04/2015    | 31      | Nancy         | ext  | 2-1      | Martin 16e Barbet 59e       | 12e   | -         | Feuille de match Vidéo |
| 17/04/2015    | 32      | Nimes         | dom  | 3-2      | Ndoh 63e 82e Koné 90+1e     | 12e   | 4 530     | Feuille de match Vidéo |
| 24/04/2015    | 33      | Tours         | ext  | 1-0      |                             | 12e   | -         | Feuille de match Vidéo |
| 28/04/2015    | 34      | Châteauroux   | dom  | 3-0      | Ndoh 48e 68e Koné 79e (pén) | 10e   | 4 339     | Feuille de match Vidéo |
| 01/05/2015    | 35      | Sochaux       | ext  | 2-3      | Sans 31e Roye 43e Koné 68e  | 10e   | -         | Feuille de match Vidéo |
| 08/05/2015    | 36      | Auxerre       | dom  | 1-1      | Roye 86e                    | 10e   | 7 442     | Feuille de match Vidéo |
| 15/05/2015    | 37      | Gaz Ajaccio   | ext  | 3-2      | Roye 47e Koné 54e (pén)     | 11e   | -         | Feuille de match Vidéo |
| 22/05/2015    | 38      | Laval         | dom  | 0-3      |                             | 11e   | 5 554     | Feuille de match Vidéo |

### Meilleurs buteurs (matchs L2)
|   | Joueur  |    |
| 1 | Koné    | 15 |
| 2 | Ndoh    | 6  |
|   | Roye    | 6  |
| 4 | Martin  | 5  |
| 5 | Ba      | 3  |
| 6 | Malcuit | 2  |
|   | Barbet  | 2  |
| 8 | Sans    | 1  |

### Meilleurs passeurs (matchs L2)
|   | Joueur    |    |
| 1 | Martin    | 11 |
| 2 | Koné      | 4  |
| 3 | Malcuit   | 3  |
| 4 | Roye      | 2  |
|   | Koukou    | 2  |
| 6 | Houla     | 1  |
|   | Ba        | 1  |
|   | Barbet    | 1  |
|   | Rocheteau | 1  |
|   | Tigroujda | 1  |
|   | Lahaye    | 1  |

### Coupe de la Ligue
| Tour     | Date     | Equipe        | Résultat | Buteurs Niort | LFP              |
| 1er tour | 12/08/14 | Arles-Avignon | 2-3      | Koné 24e 70e  | Feuille de match |

### Coupe de France
| Tour    | Date       | Equipe               | Résultat | Buteurs Niort     | LFP              |
| 7e tour | 15/11/2014 | Chauvigny (DH)       | 2-1      | Martin 12e 51e    | Feuille de match |
| 8e tour | 06/12/2014 | Anglet Genêts (CFA2) | 2-0      | Koukou 42e Ba 54e | Feuille de match |
| 1/32e   | 03/01/2015 | Concarneau (CFA)     | 0-1      |                   | Feuille de match |

### Matchs amicaux
| Date       | Equipe   | Résultat | Buteurs Niort |
| 27/03/2015 | Bordeaux | 1-2      | Ndoh 21e      |

## Équipe réserve et équipes de jeunes

### Équipe réserve
L'équipe réserve est l'antichambre de l'équipe professionnelle des Chamois niortais et est composé de jeunes joueurs du centre de formation du club.
La seconde équipe des Chamois niortais évolue en Division Honneur de la Ligue du Centre-Ouest de football et a manqué la montée à plusieurs reprises lors des derniers exercices. Jean-Philippe Faure est nommé nouvel entraîneur de la réserve, remplaçant Dodzi Eklu, qui reprend son poste de coordinateur attitré à Franck Azzopardi, responsable du centre de formation,. Faure occupait la fonction de superviseur au sein du staff technique de Stéphane Moulin, entraîneur du Angers SCO. L'objectif est la montée en CFA 2 et donc de terminer premier du championnat,. La reprise du groupe est prévue à la date du 17 juillet 2015.
La saison des joueurs de Faure sera presque parfaite car Niort enchaîne les victoires et va être invaincu pendant toute la durée du championnat pour ne perdre que lors de la dernière journée. Les jeunes niortais officialisent la montée en CFA 2 après une victoire 4-0 contre Royan/Vaux. Le club termine champion de son groupe et trois joueurs, Daouda Bassock, Antoine Batisse et Jérémy Grain, signent leurs premiers contrats professionnels.
À côté du championnat, la réserve professionnelle participe à la Coupe du Centre-Ouest, une coupe régionale, et est éliminée en demi-finale contre Chauvigny qui s'impose aux tirs au but 6 à 5 après un score de 1-1 au terme de la prolongation.